# Bernie Williams
Pour les articles homonymes, voir Williams.
Bernabe Williams Figueroa, connu sous le nom de Bernie Williams, est un joueur de baseball né le 13 septembre 1968 à San Juan, Porto Rico.
Il joue dans la Ligue majeure de baseball au poste de voltigeur de centre de 1991 à 2006 pour les Yankees de New York, qui en 2015 retirent le numéro 51 porté durant sa carrière.
Williams fait partie de 4 équipes des Yankees championnes de la Série mondiale (1996, 1998, 1999, 2000). Ses efforts en séries éliminatoires sont aussi récompensés du prix du Joueur par excellence de la Série de championnat de la Ligue américaine en 1996.
En 16 saisons, il réussit 2 336 coups sûrs dont 287 circuits et maintient une moyenne au bâton de ,297. Il frappe 449 doubles et compile 1 257 points produits. Invité au match des étoiles cinq années de suite (de 1997 à 2001), il reçoit un Gant doré pour son jeu défensif lors de quatre saisons consécutives (1997 à 2000) et gagne un Bâton d'argent pour ses performances à l'offensive en 2002.

## Carrière musicale
Bernie Williams est aussi guitariste classique. Il enregistre deux albums de jazz instrumental dont il compose la majorité des morceaux. The Journey Within est son premier album, paru en 2003 durant sa carrière sportive. En 2009, après sa carrière sportive, il fait paraître Moving Forward. Ce dernier album est en 2009 en nomination aux 10e Latin Grammy Award dans la catégorie « Meilleur album instrumental » (le prix est gagné par Duets de Carlos Franzetti et Eddie Gómez).